# Donald Young (componist)
Donald James Young (Elkhorn (Wisconsin), 12 juni 1948) is een Amerikaans componist, muziekpedagoog en dirigent.

## Levensloop
Young studeerde aan de Universiteit van Wisconsin in Madison en behaalde aldaar zijn Bachelor of Music. Vervolgens studeerde hij aan de Arizona State University in Tempe, waar hij zij Master of Music behaalde. Tot zijn compositieleraren behoren: Donald Andrus, Mike Leckrone, Lawrence Hartzell, Ronald Lo Presti en August Wegner.
Met zijn werk Patmos voor harmonieorkest won hij in 1975 de College Band Directors National Association (CBDNA) Southwest Division composition contest. Zijn werk Kroyer Variations behoord ongetwijfeld tot het basisrepertoire van ieder klarinettenkoor. In 1991 schreef hij het werk Martha's Musical Adventure voor spreker en harmonieorkest voor het "Racine Arts Council".
Hij doceert muziek zowel op de basisscholen alsook op scholen van het middelbare en hoger onderwijs, maar ook aan het conservatorium. Hij was docent voor muziektheorie aan het "Century College" in White Bear Lake (Minnesota) en dirigent van de harmonieorkesten aan dit College. Aan de Universiteit van Wisconsin Parkside te Kenosha leerde hij orkestdirectie. Tegenwoordig is hij directeur van de harmonieorkesten en hoofd van de muziekafdeling aan de "William Horlick High School" in Racine. Als gastdirigent werkt hij ook buiten Wisconsin.

## Composities

### Werken voor orkest
- 2002 Concert, voor piano en strijkorkest

### Werken voor harmonieorkest en brassband
- 1975 Patmos
- 1975 Kroyer Variations, voor klarinettenkoor
- 1977 Sign of the Nicolaitans, ouverture op religieuze thema's
- 1987 Crown of Laurel
- 1991 Martha's Musical Adventure, voor spreker en harmonieorkest
- 1999 Northern Legend - (opgedragen aan Donald S. George, voormalig directeur van de Universiteit van Wisconsin in Eau Claire)
- 2005 Fanfare, Prayer and March for the Fallen Heroes, voor brassband
- 2007 Rim shot, voor kleine trom solo en harmonieorkest
- Clarinet Rhapsody, voor klarinet en harmonieorkest
- Concertante for Winds
- English Folk Fantasy
- Legacy, voor altsaxofoon solo en harmonieorkest
- Return of the Erlking
- Rhapsody and Dance, voor klarinet en harmonieorkest
- Symphonic trilogy
- Theme of Phoenix
- Variations on a Hymn by Philip Bliss

### Werken voor koren
- 1994 Rejoice In The Lord!, voor gemengd koor en piano
- Psalm 95, voor gemengd koor
- Stolen Heart, voor gemengd koor

### Kamermuziek
- 1994 Trio, voor viool, klarinet en piano
- 1994 Intermezzo, voor koperkwintet
- 2003 Four Faces of Valor, suite voor twee violen, altviool en piano
- Appassionata, voor viool en piano
- Scherzo, voor diepe koperinstrumenten en pauken
- Two Settings, voor strijkkwartet